# Pukkila
Pukkila este o comună din Finlanda.